# Godsted Sogn
Godsted Sogn var et sogn i Lolland Østre Provsti (Lolland-Falsters Stift). Sognet blev 1. januar 2022 lagt sammen med Vester Ulslev Sogn og Øster Ulslev Sogn under navnet Krumsø Sogn.
I 1800-tallet var Godsted Sogn anneks til Øster Ulslev Sogn. Begge sogne hørte til Musse Herred i Maribo Amt. Øster Ulslev-Godsted sognekommune blev ved kommunalreformen i 1970 indlemmet i Nysted Kommune, der ved strukturreformen i 2007 indgik i Guldborgsund Kommune.
I Godsted Sogn ligger Godsted Kirke.
I sognet findes følgende autoriserede stednavne:
- Godsted (bebyggelse, ejerlav)
- Hullebæk (bebyggelse)
- Karleby (bebyggelse, ejerlav)
- Karleby Huse (bebyggelse)
- Kårup Vænge (bebyggelse)
- Lille Godsted (bebyggelse)
- Lindeskov (bebyggelse)
- Sømod (bebyggelse)
- Ulriksdal (ejerlav, landbrugsejendom)